# 2033
|  | Denne artikel beskriver en fremtidig begivenhed Denne artikel eller sektion handler om planlagt eller forventet fremtidig begivenhed. Der kan forekomme spekulativ information, og indholdet kan ændres dramatisk når begivenheden nærmer sig og mere information bliver tilgængelig. |

| 2033               |
| ------------------ |
| Dødsfald - Fødsler |
|                    |

| Gregoriansk kalender | 2033 MMXXXIII           |
| Ab urbe condita      | 2786                    |
| Armensk kalender     | 1482 ԹՎ ՌՆՁԲ            |
| Kinesiske kalender   | 4729 – 4730 壬子 – 癸丑 |
| Etiopisk kalender    | 2025 – 2026             |
| Jødisk kalender      | 5793 – 5794             |
| Hindukalendere       |                         |
| - Vikram Samvat      | 2088 – 2089             |
| - Shaka Samvat       | 1955 – 1956             |
| - Kali Yuga          | 5134 – 5135             |
| Iransk kalender      | 1411 – 1412             |
| Islamisk kalender    | 1455 – 1456             |

2033 (MMXXXIII) begynder året på en lørdag. Påsken falder dette år den 17. april
Se også 2033 (tal)

## Forudsigelser og planlagte hændelser
- ESAs Auroraprogram vil sende et bemandet rumfartøj til Mars.

## Personer
- Nicodemo Scarfo – den tidligere mafiaboss for Philadelphia, USA vil kunne prøveløslades.

## Teknologi
- 18. maj – Unixtid vil nå 2.000.000.000 onsdag den 18. maj kl. 3:33:20 (GMT).

## Billeder
- Unixtid
- Marsbil fra ESAs Auroraprogram